# Dicián
A dicián egy színtelen, keserűmandulára emlékeztető szagú gáz. A szén egyetlen biner nitridje. Oldódik vízben, alkoholban és éterben. Az oldhatósága vízben nem túl jó, 20 °C-on vízben 450 ml oldódik. Vizes oldata viszont nem állandó (a dicián lassan ammónium-oxaláttá hidrolizál, de más változások is végbemennek). Az oldhatósága alkoholban jobb, 20 °C-on 2300 ml oldódik. Magasabb hőmérsékleten monomer alakban, szabad gyökként létezik. A dimer alak, a dicián lineáris felépítésű molekula.

## Története, felfedezése
A diciánt Gay-Lussac fedezte fel 1815-ben higany(II)-cianid hevítésekor. Friedrich Wöhler fedezte fel 1824-ben, hogy a dicián hidrolízisénél oxálsav képződik. Ez szerepet játszott a vis vitalis elmélet megdöntésében.

## Szerkezete
A dicián lineáris molekulát alkot. Formálisan a szén-szén kötést 1 σ- (egyszeres kötés), a szén-nitrogén kötéseket 1 σ és 2 π-kötés létesíti (háromszoros kötés). A π-kötések delokalizálódnak a szén-szén kötésre, ezért ez a kötésrend valójában közel 2. A kötéshosszok is ezt mutatják, C-C kötéshossz az etánmolekulában 154 pm, az etilénben 134 pm, a diciánmolekulában 137 pm.

## Kémiai tulajdonságai
A dicián meggyújtásakor bíborszínű lánggal ég. Égésekor szén-dioxid képződik és nitrogén szabadul fel. Kémiai tulajdonságai sok tekintetben a halogénmolekulákéra emlékeztetnek. Lúgokkal a klórhoz hasonlóan reagál, alkáli-cianidokká és alkáli-cianátokká alakul.
{\displaystyle \mathrm {(CN)_{2}+2\ NaOH\rightarrow NaCN+NaOCN+H_{2}O} }
Vizes oldatban ammóniára és oxálsavra hidrolizál, ezek egymással azonnal reagálnak és ammónium-oxalát keletkezik.
{\displaystyle \mathrm {(CN)_{2}+4\ H_{2}O\rightarrow (COOH)_{2}+2\ NH_{3}\rightarrow (COONH_{4})_{2}} }

## Előállítása
A higany(II)-cianid hevítésekor dicián fejlődik.
{\displaystyle \mathrm {Hg(CN)_{2}\rightarrow Hg+(CN)_{2}} }
Előállítható réz(II)-szulfát oldatából is, kálium-cianid-oldat hozzáöntésével. Az ekkor keletkező réz(II)-cianid réz(I)-cianidra és diciánra bomlik.
{\displaystyle \mathrm {2\ KCN+CuSO_{4}\rightarrow Cu(CN)_{2}+K_{2}SO_{4}} }
{\displaystyle \mathrm {2\ Cu(CN)_{2}\rightarrow 2\ CuCN+(CN)_{2}} }

## Hatása a szervezetre
A dicián a szervezetben elsősorban a sejtlégzést befolyásolja, ennek megfelelően a hatásai az oxigénhiányra emlékeztetnek: bizonytalanság, szédülés, kékes-lilássá váló bőr, lehűlés, tudatzavar és eszméletlenség. Emellett fellépnek még a vérnyomás és a szívritmus zavarai, fulladás és szapora vagy lassú és mély légzés, illetve hasi és idegrendszeri zavarok. Vérzések a nyálkahártyán, főleg az orrnyálkahártyán jelentkezhetnek, illetve kísérő tünet még a homályos látás és a szem regése.
Nagy mennyiségben bejutva a szervezetbe a kiváltott oxigénhiány miatt a fulladásos halál állhat be.
Ciánmérgezés gyanúja esetén az alanyt friss levegőre, és minél hamarabb orvosi ellátásra kell vinni. Hánytatni nem célszerű, különösen ha táplálékból (pl. csonthéjasok maghúsából) ered a mérgezés. Aktív szénnel és 100% oxigénnel szokás kezelni a mérgezést, illetve az egyes tünetek szerint amil-nitrittel, hidroxokobalaminnel és dikobalt-EDTÁval. Az amil-nitrit a cián antidótuma.

## Felhasználása
A diciánt szerves kémiai szintéziseknél alkalmazzák.